# Ernst Heymann
Ernst Heymann, född den 6 april 1870 i Berlin, död den 2 maj 1946 i Tübingen, var en tysk jurist.
Heymann var professor vid olika tyska universitet, från 1914 i Berlin. Han blev ständig sekreterare i Preussische Akademie der Wissenschaften 1926 och ledamot av centralledningen för utgivningen av Monumenta Germaniæ historica. Bland Heymanns egna skrifter märks Englisches Privatrecht (1904, 2:a upplagan 1914).